# Альфано
Альфано (італ. Alfano, сиц. Alfanu) — муніципалітет в Італії, у регіоні Кампанія, провінція Салерно.
Альфано розташоване на відстані близько 320 км на південний схід від Рима, 125 км на південний схід від Неаполя, 80 км на південний схід від Салерно.
Населення — 1045 осіб (2014).
Щорічний фестиваль відбувається 6 грудня. Покровитель — святий Миколай.

## Демографія
Населення за роками:

Станом на 1 січня 2023 року в муніципалітеті офіційно проживало 12 іноземців з 7 країн, серед них 9 громадян країн Євросоюзу.

## Сусідні муніципалітети
- Лаурито
- Роккаглоріоза
- Рофрано